# 哈齐·蒂博尔
哈齐·蒂博尔（匈牙利語： Házi Tibor，1912年2月9日—1999年），匈牙利男子乒乓球运动员。他曾获得3枚世界乒乓球锦标赛男子团体金牌。1939年，他因为自身的犹太血统而移居至美国。